# Paret amb corona
Paret que presenta una o dues filades de pedra de la mateixa alçària i semblants dimensions com a forma de finalitzar-Ia. Les formes mes habituals de la paret amb corona son: una filada de pedres col·locades de pla, pedres col·locades de fil, i una doble filada on cada cara de la paret presenta pedres col·locades de fil. En alguns casos s'encasten pals, col·locats a una distància mes o menys constant, que suporten fils de ferra tensats.

## Ús
Delimiten tanques dedicades al conreu mixt d'ametlers, garrofers i herbàcies i, a la vegada, eviten que des del camí se salti a l'interior.

## Ubicació
Estan situades en zones de petites propietats destinades al conreu mixt d'herbàcies i arbrat de seca, on predomina l'ús de la paret per definir els límits de cada parcel·la.

## Materials
Dolomies adobades, pedra maressenca, pedra calcària brescada poc adobada o sense adobar.

## Mesures
50cm d'amplària, 140cm d'alçada